# Wola Wągrodzka
Wola Wągrodzka – wieś sołecka w Polsce położona w województwie mazowieckim, w powiecie piaseczyńskim, w gminie Prażmów.
Wieś szlachecka położona była w drugiej połowie XVI wieku w powiecie grójeckim ziemi czerskiej województwa mazowieckiego. W latach 1952–1954 miejscowość była siedzibą gminy Wola Wągrodzka. W latach 1975–1998 miejscowość administracyjnie należała do województwa warszawskiego.